# Cleistanthus nitidus
Cleistanthus nitidus är en emblikaväxtart som beskrevs av Joseph Dalton Hooker. Cleistanthus nitidus ingår i släktet Cleistanthus och familjen emblikaväxter. Inga underarter finns listade i Catalogue of Life.